# Свети Георги (Кучково)
Вижте пояснителната страница за други значения на Свети Георги.
Кучковски манастир „Свети Георги Победоносец“ (на македонска литературна норма: Кучковски манастир „Свети Георгиј Победоносец“) е средновековен православен манастир в скопското село Кучково, Република Македония. Част е от Скопската епархия на Македонската православна църква – Охридска архиепископия.
Манастирът е разположен на рид в подножието на планината Шар. Централният дял на манастира е изграден 1346 година, а от 1986 до 1990 година са изградени камбанарията, старите и нови конаци. Манастирът има ценни стенописи. Иконостасът е от дялан камък, правен от Петре Каменярката от кратовското село Лесново и е единствен от този вид в тази част на Скопско. Фреските на манастира са възобновени от Петре Велешанеца и тайфата му. В един от двата Кучковски манастира рисува дебърският зограф Нове от Сушица. На иконата на Света Богородица той е оставил надпис „Сей храмъ стагѡ архангела Михаіила писавъ и сей икони со рȢкою грѣшни Нове ѿ Дебъръ село СȢшица синȢ. Галичникъ ради дȢшевное спасение 1838“